# Sierra Leones fodboldlandshold
Sierra Leones fodboldlandshold repræsenterer Sierra Leone i fodboldturneringer og kontrolleres af Sierra Leones fodboldforbund.